# Hyaden (gesternte)

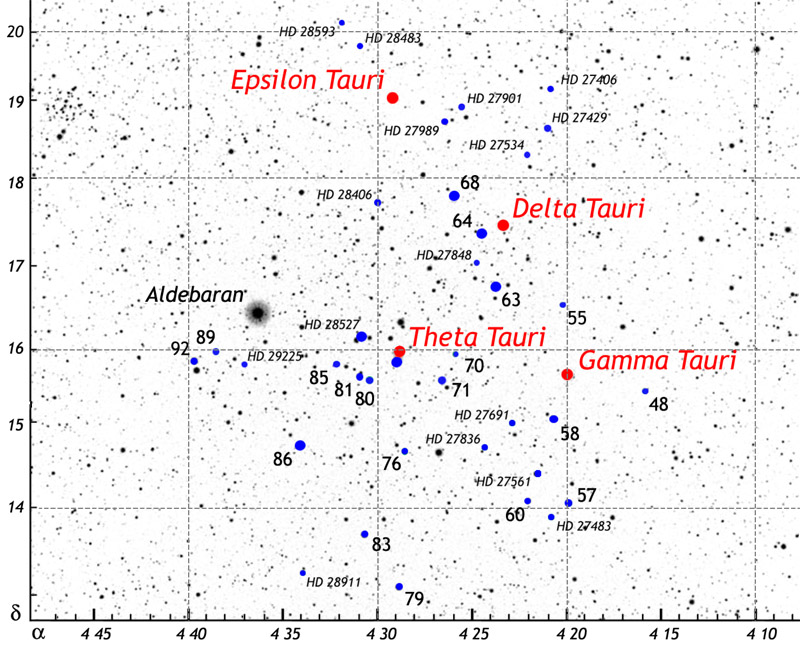
De met blauw (hoofdreekssterren) en rood (reuzensterren) aangegeven sterren behoren tot de Hyaden. De andere sterren zijn voor- of achtergrondsterren.

De Hyaden zijn een open sterrenhoop in het sterrenbeeld Stier (Taurus). Ze zijn de dichtstbijzijnde sterrenhoop en ze liggen op een afstand van 153 lichtjaar. Er bevinden zich ongeveer 200 sterren in de Hyaden, waarvan er negen met het blote oog zichtbaar zijn. De leeftijd van de Hyaden is 625 miljoen jaar. De kern van de Hyaden heeft een diameter van 17,6 lichtjaar, maar een derde van de leden van de groep bevindt zich verder dan 32 lichtjaar van het centrum. De massa van de sterrenhoop is 400 zonnemassa's.
De heldere ster Aldebaran ("het rode oog van de stier" - alpha Tauri) staat in de Hyaden, maar staat veel dichterbij en is daarom ook geen onderdeel ervan. De helderste ster die wel bij de Hyaden hoort, Hyadum I (Gamma Tauri) heeft een magnitude van 3,65.
De Hyadengroep (Hyades Stream) is een verzameling sterren die in het Melkwegstelsel in dezelfde richting bewegen als de Hyaden. Mogelijk behoorden deze sterren vroeger tot de Hyaden maar zijn zij in de loop van de tijd weggedreven. Aldebaran maakt deel uit van deze groep.